# Андриевский, Александр Леонидович
Алекса́ндр Леони́дович Андрие́вский (бел. Аляксандр Леанідавіч Андрыеўскі; 10 августа 1968, Минск, СССР) — советский и белорусский хоккеист. Заслуженный мастер спорта Республики Беларусь. Наиболее известен как первый белорусский хоккеист в НХЛ.

## Карьера игрока
Участник Олимпийских игр в Нагано и Солт-Лейк-Сити, чемпионатов мира 1995 в группе С, 1996 в группе В, 1997 в группе B, 1998, 1999, 2000 и 2001 годов в составе сборной Беларуси.
За национальную сборную Беларуси выступал с 1994 по 2003 г. Провел 81 матч, набрал 63 (25+38) бомбардирских балла, получил 74 минуты штрафа. Долгое время был капитаном национальной команды.

## Карьера тренера
- «Гомель»: с апреля 2008 по октябрь 2009 — главный тренер.
- «Динамо» (Минск): с октября 2009 — главный тренер.
- «Динамо» (Минск): с апреля 2010 — ассистент главного тренера.
- «Динамо» (Минск): ноябрь 2012—2013 — главный тренер.
- «Гомель»: с 2014 по 2015 — главный тренер.
- «Адмирал»: с 8 июня 2015 по 9 октября 2017 — главный тренер.
- «Сибирь»: с 16 сентября 2018 по 15 апреля 2019 — главный тренер
- «Динамо» (Минск): с 14 мая 2019 по 14 июня 2019 — главный тренер.
- «Сочи»: с 27 октября 2019 по 13 октября 2020 — главный тренер.
- «Адмирал»: с 20 августа 2021 по ноябрь 2021 — главный тренер.
- «Динамо» (Минск): с 26 октября 2022 — ассистент главного тренера.

### Статистика (главный тренер)
(данные до 2012 г. не приведены)
Последнее обновление: 05 апреля 2017 года
| Команда          | Турнир-сезон       | Регулярный сезон | Регулярный сезон | Регулярный сезон | Регулярный сезон | Регулярный сезон | Регулярный сезон | Регулярный сезон | Регулярный сезон | Регулярный сезон | Плей-офф | Плей-офф | Плей-офф   |
| Команда          | Турнир-сезон       | И                | В                | ВО/ВБ            | Н                | ПО/ПБ            | П                | О                | О%               | Результат        | В        | П        | Результат  |
| ---------------- | ------------------ | ---------------- | ---------------- | ---------------- | ---------------- | ---------------- | ---------------- | ---------------- | ---------------- | ---------------- | -------- | -------- | ---------- |
| Динамо Мн        | КХЛ 2012-13        | 36               | 13               | 5                | -                | 4                | 14               | 53               |                  | 10-е на Западе   | -        | -        | -          |
| ХК Гомель        | Экстралига 2014-15 | 25               | 15               | 1                | -                | 5                | 4                | 52               |                  | 2-е в Группе А   | 3        | 4        | 1/2 финала |
| Адмирал          | КХЛ 2015-16        | 60               | 25               | 8                | -                | 4                | 23               | 95               | 52,8 %           | 6-е на Востоке   | 1        | 4        | 1/8 финала |
| Адмирал          | КХЛ 2016-17        | 60               | 24               | 3                | -                | 8                | 25               | 86               | 47,8 %           | 6-е на Востоке   | 2        | 4        | 1/8 финала |
| Всего в Адмирале | Всего в Адмирале   | 120              | 49               | 11               | -                | 12               | 48               | 181              | 50,3 %           |                  | 3        | 8        |            |
| Всего в КХЛ      | Всего в КХЛ        | 156              | 62               | 16               | -                | 16               | 62               | 234              | 50,0 %           |                  | 3        | 8        |            |

## Достижения

### Как игрок
- Чемпион Спартакиады народов СССР (1986).
- Чемпион СССР (1991).
- Чемпион СНГ (1992).
- Чемпион Беларуси (1995).
- Лучший хоккеист Беларуси (1996).
- Бронзовый призёр чемпионата Финляндии (1997).
- Лучший хоккеист Беларуси XX века по опросу газеты «Прессбол».

### Как тренер
- Обладатель Кубка Шпенглера (2009).
- Серебряный призёр чемпионата Белоруссии (2009).